# Trophomera edouardensis
Trophomera edouardensis is een rondwormensoort uit de familie van de Benthimermithidae. De wetenschappelijke naam van de soort is voor het eerst geldig gepubliceerd in 1983 door Petter.